# Niksar
Niksar é uma cidade na província de Tocate, na Turquia. Povoada por muitos impérios durante os séculos, já foi também capital da província.

## Niksar na história
Niksar foi inicialmente povoada pelos hititas e depois pelos aquemênidas, gregos, romanos, bizantinos danismêndidas, seljúcidas e otomanos. A cidade sempre foi um local importante na Anatólia por causa de sua localização, clima e terras produtivas.
Era conhecida como Caberia ou Cabira no período helenístico. Em 72 a.C., uma batalha da Terceira Guerra Mitridática ocorreu em Niksar e a cidade passou então para o domínio romano. Niksar foi chamada então de Diospolis, Sebaste e Neocesareia durante o período romano. A palavra "Niksar" deriva de Neocesareia.
Niksar se tornou parte do Império Bizantino quando o Império Romano se dividiu em duas partes em 395. Quando os turcos atacaram a Anatólia em 1067, Niksar foi conquistada por Afexim Bei, um dos comandantes do sultão Alparslano. Os bizantinos retomaram a área em 1068. Conquistada mais uma vez por Artuque Bei após a batalha de Manzicerta, Niksar voltou para o Império Bizantino em 1073.
Maleque Gumustequim Amade Gazi, fundador do Emirado Danismêndida e melhor conhecido como Danismende Gazi, foi o real conquistador de Niksar. Após a conquista, Gazi fez dela sua capital e Niksar se tornou um centro de ciências e da cultura. O mausoléu de Danismende Gazi está localizado num grande cemitério no subúrbio da cidade.
Em 1175, durante o reinado de Quilije Arslã II, Niksar já era dependente do Sultanato de Rum. Após a invasão mongol do século XIII, Niksar foi governada pelo Beilhique de Eretna e em seguida pelo Beilhique de Tacettinoğulları.
Após Kadı Burhanettin, que conquistou Niksar em 1387, foi assassinado numa batalha, o povo de Niksar buscou auxílio do sultão otomano Bajazeto I. O filho do sultão, Solimão, o Cavalheiro, tomou Niksar para os otomanos. Ao final do período otomano, Niksar se tornou parte da província de Tocate.